# Waldspirale
Waldspirale (šumska spirala) naziv je kompleksa stambene zgrade u njemačkom gradu Darmstadtu .
Oblikovao ju je bečki arhitekt Friedensreich Hundertwasser. Zgrada je dovršena u 2000. godini, i posljednje je njegovo djelo prije smrti.
Zgrada obuhvaća 105 stanova, podzemnu garažu, caffe bar i kiosk. U unutrašnjem dvorištu se nalazi dječje igralište. Zgrada je izgrađena u obliku slova 'U'. Najviša točka objekta doseže 12. kat.
Na zgradi se nalazi više od 1.000 prozora a svi su različitih oblika i veličina. Ručke na vratima i prozorima su također različiti. Kutovi zidova u stanovima su zaobljeni, kao i kutovi zgrade. Osim nepravilnosti prozora, vanjština zgrade ima i druge arhitektonske elemente karakteristične za Hundertwassera: 
- zlatne kupole,
- stabla koja rastu na krovu i u nišama,
- nedostatak ravnih linija i oštrih kutova,
- višebojni valovi koji su oslikani na zgradi i
- stupci pokriveni keramičkim pločicama.

## Vanjske poveznice
- Stranica Waldspirale  Arhivirana inačica izvorne stranice od 7. ožujka 2018. (Wayback Machine)